# Acsa-Erdőkürt vasútállomás
Acsa-Erdőkürt vasútállomás egy Pest vármegyei vasútállomás, Acsa községben, a MÁV üzemeltetésében. A belterület északi széle közelében helyezkedik el (a másik névadó község, Erdőkürt központjától több mint 7 kilométerre nyugatra), közúti elérését a 2108-as útból kiágazó 21 322-es számú mellékút teszi lehetővé

## Vasútvonalak
Az állomást az alábbi vasútvonalak érintik:
- Aszód–Balassagyarmat–Ipolytarnóc-vasútvonal

## Kapcsolódó állomások
A vasútállomáshoz az alábbi állomások vannak a legközelebb:
- Püspökhatvan megállóhely (Aszód–Balassagyarmat–Ipolytarnóc-vasútvonal)
- Galgaguta megállóhely (Aszód–Balassagyarmat–Ipolytarnóc-vasútvonal)

## Forgalom
| Járat | Útvonal | Gyakoriság |
| ----- | --- | ---------- |
| S780  | (Hatvan – Tura – Galgahévíz – Hévízgyörk –) Aszód – Iklad-Domony – Iklad-Domony felső – Galgamácsa – Galgagyörk – Püspökhatvan – Acsa-Erdőkürt – Galgaguta – Nógrádkövesd – Becske alsó – Magyarnándor – Mohora – Szügy – Balassagyarmat | 2 óránként |

## Érdekességek
- Itt forgatták Korompai Márton Állj meg! Itt a vonat! című vasútbiztonsági kisfilmjét; az állomás a filmben az Alsó-Ordód nevet viselte.